# Пизани, Федерико
Федери́ко Пиза́ни (итал. Federico Pisani; 25 июля 1974, Кастельнуово-ди-Гарфаньяна — 12 января 1997, Милан) — итальянский футболист, нападающий.

## Клубная карьера
Пизани начал играть за молодёжную команду «Аталанты», а через несколько лет присоединился к «Маржине Коперта», фарм-клубу «Аталанты». Вернувшись в Бергамо, он дебютировал в Серии А в возрасте 17 лет. В команде Примавера его тренировал Чезаре Пранделли, и его часто использовали в качестве запасного.
Пизани погиб в автокатастрофе на своем кабриолете BMW 320 в компании своей подруги Алессандры Мидали (которая также погибла в аварии) и двух друзей (которые не пострадали) 12 февраля 1997 года. Пизани возвращался домой после вечера в казино Кампионе д’Италия.
После смерти Пизани «Аталанта» вывела из обращения футболку под номером 14. За свою короткую карьеру в Серии А он сыграл 44 матча и забил пять голов.
В его честь названы главный стадион тренировочного центра «Аталанты» в Цингонии и Курва Норд стадиона Атлети Адзурри д’Италия.